# لولا فرنانديز
لولا فرنانديز (بالإسبانية: Lola Fernández)‏ هي رسامة كوستاريكية وكولومبية، ولدت في 15 نوفمبر 1926 في كارتاهينا في كولومبيا.